# John Howland Rowe
John Howland Rowe (Sorrento (Maine), 10 giugno 1918 – Berkeley, 1º maggio 2004) è stato un archeologo e antropologo statunitense noto per le sue ampie ricerche sul Perù, riguardanti soprattutto la civiltà Inca.

## Biografia
Rowe ha studiato archeologia classica alla Brown University (1935-1939) e antropologia all'Università di Harvard (1939-1941). Dopo essersi laureato, si è trasferito in Perù, dove ha svolto una ricerca archeologica e insegnato fino al 1943. Tra il 1944 e il 1946 è stato sergente della U.S. Combat Engineers in Europa, partecipando anche alla battaglia delle Ardenne. Dal 1946 al 1948 studiò i Guambía in Colombia per conto della Smithsonian Institution, tornando per breve tempo all'Università di Harvard nel 1946 per completare nel 1947 il proprio dottorato in storia e antropologia dell'America Latina. Nel 1948 iniziò a insegnare presso l'Università della California (Berkeley), dove rimase fino al 1988. Fu uno scrittore molto prolifico, scrivendo oltre 300 pubblicazioni in inglese e spagnolo tra il 1940 ed il 2004.